# Fara ve Svratce
Fara ve Svratce v okrese Žďár nad Sázavou se nachází v blízkosti Kostela Narození svatého Jana Křtitele nedaleko náměstí Národního povstání. Faru v roce 1995 Ministerstvo kultury České republiky prohlásilo za kulturní památku.

## Historie
Fara je písemně zmíněna společně s kostelem již v roce 1350. Dle Karla Václava Adámka se stala za husitských válek utrakvistickou, k další změně došlo během třicetileté války, kdy Svratka přišla nejen o část obyvatel, ale i o vlastní církevní správu. Od roku 1624 byl svratecký kostel filiálním k hlineckému, kde působil za protireformace římskokatolický kněz Jan Hájek. Ten pořídil matriku pro několik filiálních kostelů z okolí, byla mezi nimi zahrnuta i svratecká farnost. Svratečtí museli platit dle výpisu z roku 1673 například dvanáct sýrů a patnáct a půl žejdlíků másla. V roce 1737 se do Svratky na základě erekční listiny z 24. dubna 1737, vrátil vlastní farář, který byl společný pro Svratku, Herálec a Pustou Rybnou. 
Současná fara byla postavena v druhé polovině 18. století, při přestavbě kostela. Na farní zahradě stávala škola, první zmínka je uváděna  v roce 1735. V druhé polovině 18. století byla postavena dvoupatrová škola naproti kostelu. Na faře byla vedena matrika od roku 1737 a pamětní kniha od roku 1836.
Na farní zahradě má již pravidelnou tradici v předvánočním a vánočním období živý betlém.

## Budova fary
Byla postavena v pozdně barokním stylu v letech 1788–1790. V devadesátých letech 20. století byla opravena, postrádá výrazné zdobné prvky. V areálu – na pozemku fary se nacházejí i hospodářská stavení.